# Quigali
Quigali (em quiniaruanda: Kigali) é a capital e maior cidade de Ruanda.
A sua população é estimada em 1 124 243 habitantes (2020). Fica localizada no centro do país, numa crista entre dois vales, sendo conhecida pela sua vegetação. Por ser construída numa zona montanhosa, a altitude de diferentes partes da cidade varia entre 1433 metros e 1645 metros.

## História
Quigali foi fundada em 1907 sob domínio colonial alemão, tendo-se tornado capital de Ruanda após a independência em 1962. Com início em 7 de Abril de 1994, a cidade foi palco do Genocídio do Ruanda, com cerca de um milhão de tutsis mortos pelas milícias hutus e pelo exército do Ruanda, e de intensos combates entre o exército (dominado por hutus) e a Frente Patriótica do Ruanda (dominada por tutsis). Apesar de danificada, e estrutura da cidade foi recuperada posteriormente.
Existe extracção de minério de estanho (cassiterite) nas imediações, tendo sido construída uma siderurgia na cidade na década de 1980. Quigali possui um aeroporto internacional, o Aeroporto Internacional de Quigali.

## Administração e governo
Quigali é uma cidade com estatuto de província, governada por um conselho municipal que nomeia um comitê executivo para administrar as atividades do dia a dia da cidade. O comitê executivo consiste de um prefeito e dois deputados. A cidade está dividida em três distritos administrativos chamados setores (umurenge): Gasabo, Kicukiro e  Nyarugenge. Quigali contém parte da antiga província de Quigali Rural.

## Economia
Quigali é o principal centro econômico, financeiro e de negócios do país, sediando a Bolsa de Valores de Ruanda. Um dos setores que emprega grande parte da massa operária da cidade é a construção civil.
A extração mineral nas proximidades de Quigali foi, da década de 1980 atá a de 2000, a principal atividade empregadora e geradora de renda da cidade.

## Geografia

### Distritos
|            |            |                  |
| Distrito   | Área (km²) | População (2007) |
| Gasabo     | 429,3      | 345 781          |
| Kicukiro   | 166,7      | 214 256          |
| Nyarugenge | 134,0      | 211 654          |
| Totais     | 730,0      | 771 691          |

### Clima
| Dados climatológicos para Quigali | Dados climatológicos para Quigali | Dados climatológicos para Quigali | Dados climatológicos para Quigali | Dados climatológicos para Quigali | Dados climatológicos para Quigali | Dados climatológicos para Quigali | Dados climatológicos para Quigali | Dados climatológicos para Quigali | Dados climatológicos para Quigali | Dados climatológicos para Quigali | Dados climatológicos para Quigali | Dados climatológicos para Quigali | Dados climatológicos para Quigali |
| Mês                               | Jan                               | Fev                               | Mar                               | Abr                               | Mai                               | Jun                               | Jul                               | Ago                               | Set                               | Out                               | Nov                               | Dez                               |                                   |
| --------------------------------- | --------------------------------- | --------------------------------- | --------------------------------- | --------------------------------- | --------------------------------- | --------------------------------- | --------------------------------- | --------------------------------- | --------------------------------- | --------------------------------- | --------------------------------- | --------------------------------- | --------------------------------- |
| Temperatura máxima média (°C)     | 26,9                              | 27,4                              | 26,9                              | 26,2                              | 25,9                              | 26,4                              | 27,1                              | 28,0                              | 28,2                              | 27,2                              | 26,1                              | 26,4                              |                                   |
| Temperatura mínima média (°C)     | 15,6                              | 15,8                              | 15,7                              | 16,1                              | 16,2                              | 15,3                              | 15,0                              | 16,0                              | 16,0                              | 15,9                              | 15,5                              | 15,6                              |                                   |
| Precipitação (mm)                 | 76,9                              | 91,0                              | 114,2                             | 154,2                             | 88,1                              | 18,6                              | 11,4                              | 31,1                              | 69,6                              | 105,7                             | 112,7                             | 77,4                              |                                   |
| Dias com precipitação             | 11                                | 11                                | 15                                | 18                                | 13                                | 2                                 | 1                                 | 4                                 | 10                                | 17                                | 17                                | 14                                |                                   |
| Fonte:                            |                                   |                                   |                                   |                                   |                                   |                                   |                                   |                                   |                                   |                                   |                                   |                                   |                                   |

## Cidades-irmãs
- Campala, Uganda
- San Bernardino, EUA